# Journal für die reine und angewandte Mathematik

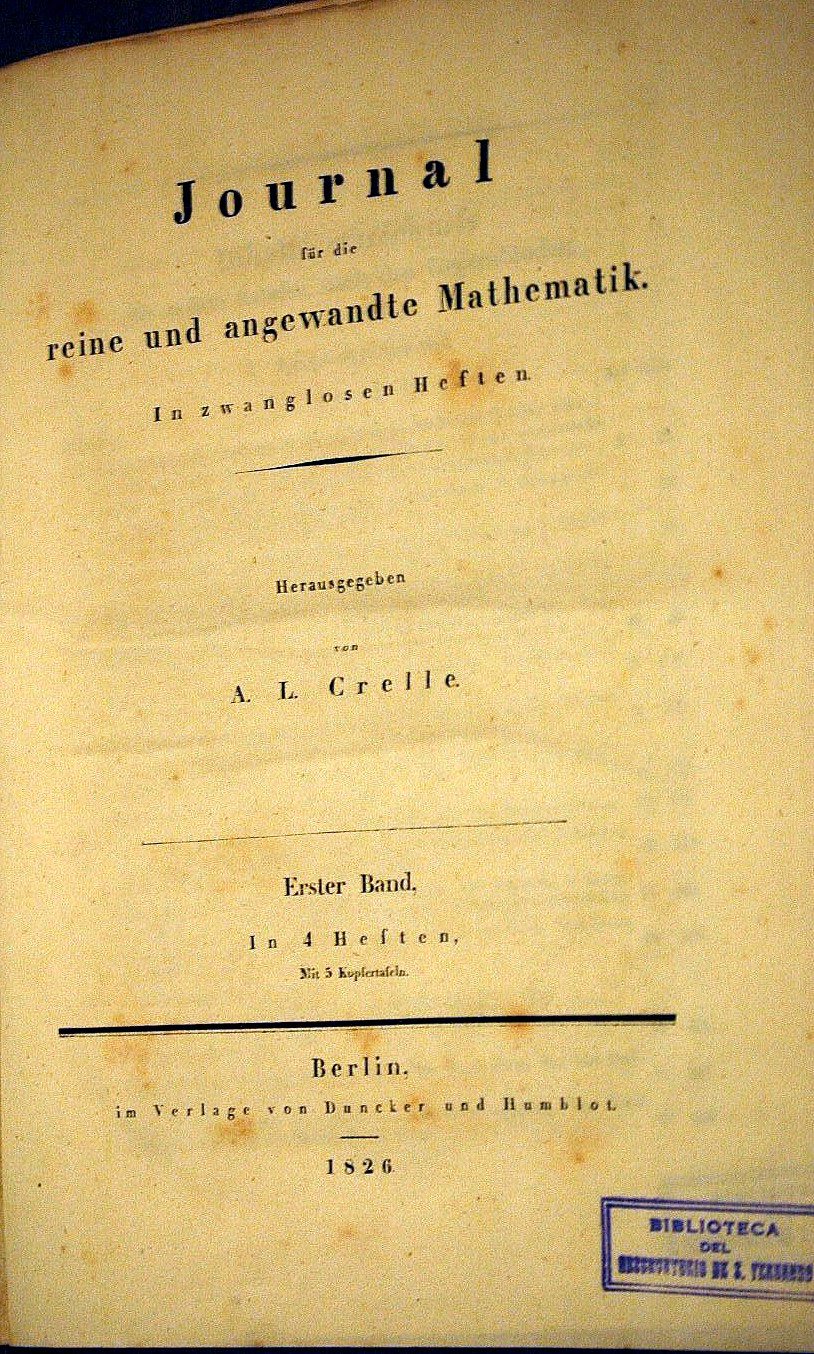
Forsta bandets titelsida.

Journal für die reine und angewandte Mathematik ("Tidskrift för ren och tillämpad matematik") är en tysk matematiktidskrift som grundades 1826 av ingenjören och matematikern August Leopold Crelle och kom att bli känd som Crelles Journal. Den är (2025) den äldsta ännu existerande matematiktidskriften. Den skilde sig också från tidigare tidskrifter, med undantag för Gergonnes ganska kortlivade Annales (1810–1831) som inspirerat Crelle, genom att den var fristående från sällskap, institutioner och akademier, och gick därmed i spetsen för de tidskrifter som följde.
Tidskriften skulle innehålla dels ren matematik och dels tillämpad sådan, och i detta räknade Crelle in artiklar inte bara inom analys och geometri, utan även rörande mekanik (i vid mening), optik, akustik, värmelära, hydraulik, maskinteknik, geodesi, astronomi etcetera.
Crelle var redan före 1926 bekant eller vän med matematiker som Abel, Steiner, Jacobi och Poncelet, och dessa var viktiga bidragsgivare under åren (Abel avled redan 1829, men stod för en stor del av innehållet under de få första åren). Även Gauss tillhörde bekantskapskretsen och bidrog även han med några artiklar. Bland andra bidragsgivare (utöver Crelle själv) under de första åren märks därtill Möbius, Plücker, Dirichlet, Weierstraß, L.I. Magnus och Humboldt. Senare tillkom, under Crelles livstid, Poisson, Eisenstein, Kummer, O. Hesse, Raabe, Kirchoff, Kronecker, Lobatjevskij, Gudermann och andra. Under andra halvan av 1800-talet kan även Cayley, Clebsch, Frobenius, Hermite, Minkowski, Bolzmann och Helmholtz nämnas.
Sedan 1920 ges tidskriften ut på Walter de Gruyter & Co, dessförinnan på Verlag Georg Reimer sedan 1827 (första årgången gavs ut på Duncker & Humblot).
Till och med band 216 (1964) gavs Crelles Journal ut som fyra häften per band, men från och med band 217 (1965) upphörde häftesindelningen. Mot slutet av 1900-talet gavs ungefär ett band (= häfte) i månaden ut, medan det under 1800-talet gavs ut ungefär åtta häften (d.v.s två dåtida band) i kvartoformat per år.

## Redaktörer
| År        | Band    | Redaktör(er)                                     |
| --------- | ------- | ------------------------------------------------ |
| 1826–1856 | 1– 52   | August Leopold Crelle                            |
| 1857–1881 | 53– 90  | Karl Wilhelm Borchardt                           |
| 1881–1888 | 91–103  | Karl Weierstraß och Leopold Kronecker            |
| 1889–1892 | 104–109 | Leopold Kronecker                                |
| 1892–1902 | 110–124 | Lazarus Immanuel Fuchs                           |
| 1903–1928 | 125–159 | Kurt Hensel                                      |
| 1929–1933 | 160–169 | Kurt Hensel, Ludwig Schlesinger och Helmut Hasse |
| 1934–1936 | 170–175 | Kurt Hensel och Helmut Hasse                     |
| 1937–1952 | 176-189 | Helmut Hasse                                     |
| 1952–1977 | 190–295 | Helmut Hasse och Hans Rohrbach                   |

Från och med band 296 (1977) ges Crelles Journal ut av ett redaktionskollektiv bestående av (fem) sex till åtta personer. (Hasse satt med i detta fram till sin död i december 1979, det vill säga till och med band 313, 1980.)